# Câmpia Ierului (sit SCI)
Câmpia Ierului este un sit de importanță comunitară (SCI) desemnat în scopul protejării biodiversității și menținerii într-o stare de conservare favorabilă a florei spontane și faunei sălbatice, precum și a habitatelor naturale de interes comunitar aflate în arealul zonei protejate. Acesta este situat în nord-vestul  Transilvaniei, pe teritoriile județului Bihor și Satu Mare.

## Localizare
Aria naturală se află în extremitatea nord-vestică a județului Bihor (pe teritoriile administrative ale orașelor Valea lui Mihai și Săcuieni și pe cele ale comunelor Cherechiu, Curtuișeni, Diosig, Șimian, Sălacea și Tarcea) și în cea sud-vestică a județului Satu Mare, pe teritoriile comunelor Andrid, Căuaș, Pir, Pișcolț, Santău și  Tiream. Situl este străbătut de drumul național DN19 care leagă municipiul Oradea de Carei.

## Descriere
Zona a fost declarată sit de importanță comunitară prin Ordinul Ministerului Mediului și Dezvoltării Durabile Nr.1964 din 13 decembrie 2007 (privind instituirea regimului de arie naturală protejată a siturilor de importanță comunitară, ca parte integrantă a rețelei ecologice europene Natura 2000 în România) și se întinde pe o suprafață de 21.224,6 hectare.
Situl reprezintă o zonă naturală (mlaștini, turbării, pășuni terenuri arabile cultivate și păduri în tranziție aflate în bazinul hidrografic al Văii Ierului) încadrată în bioregiunea panonică a Câmpiei Ierului (cea mai joasă subdiviziune geomorfologică a Câmpiei Someșului), ce aparține sectorului nordic al Câmpiei de Vest. Acesta include rezervația naturală Complexul hidrografic Valea Rece.

## Biodiversitate
Aria naturală dispune de zece habitate naturale de tip: Ape stătătoare oligotrofice până la mezotrofice cu vegetație din Littorelletea uniflorae și/sau Isoeto-Nanojuncetea; Cursuri de apă din zona de câmpie până în etajul montan, cu vegetație din Ranunculion fluitantis și Callitricho-Batrachion; Pajiști și mlaștini halofile panonice și ponto-sarmatice; Lacuri naturale eutrofice cu vegetație tip Magnopotamion sau Hydrocharition; Râuri cu maluri nămoloase cu vegetație din Chenopodion rubri și Bidention; Tufărișuri subcontinentale peri-panonice; Comunități de lizieră cu ierburi înalte hidrofile de la câmpie până în etajele montan și alpin;  Păduri ripariene mixte cu Quercus robur, Ulmus laevis, Fraxinus excelsior sau Fraxinus angustifolia, din lungul marilor râuri (Ulmenion minoris);  Vegetație de silvostepă eurosiberiană cu Quercus spp. și Zăvoaie cu Salix alba și Populus alba; ce adăpostesc specii rare din fauna și flora Câmpiei Someșene.
La baza desemnării sitului se află mai multe specii faunistice, dintre care unele enumerate în anexa I-a a Directivei Consiliului European 92/43/CE din 21 mai 1992 (privind conservarea habitatelor naturale și a speciilor de faună și floră sălbatică), sau aflate pe lista roșie a IUCN; astfel: vidra de râu (Lutra lutra), popândău (Spermophilus citellus), țestoasa de baltă (Emys orbicularis), năpârcă (Natrix natrix), șarpele de alun (Coronella austriaca), gușter (Lacerta viridis), broasca-de-pământ (Pelobates fuscus), 
broască-de-mlaștină (Rana arvalis), broasca-roșie-de-pădure (Rana dalmatina), broasca verde (Rana esculenta), broasca mare de lac (Rana ridibunda), broasca râioasă brună (Bufo bufo), tritonul cu creastă danubian (Triturus dobrogicus), tritonul comun transilvănean (Triturus vulgaris), triton cu creastă (Triturus cristatus), ivorașul-cu-burta-galbenă (Bombina variegata), buhaiul de baltă cu burtă roșie (Bombina bombina).

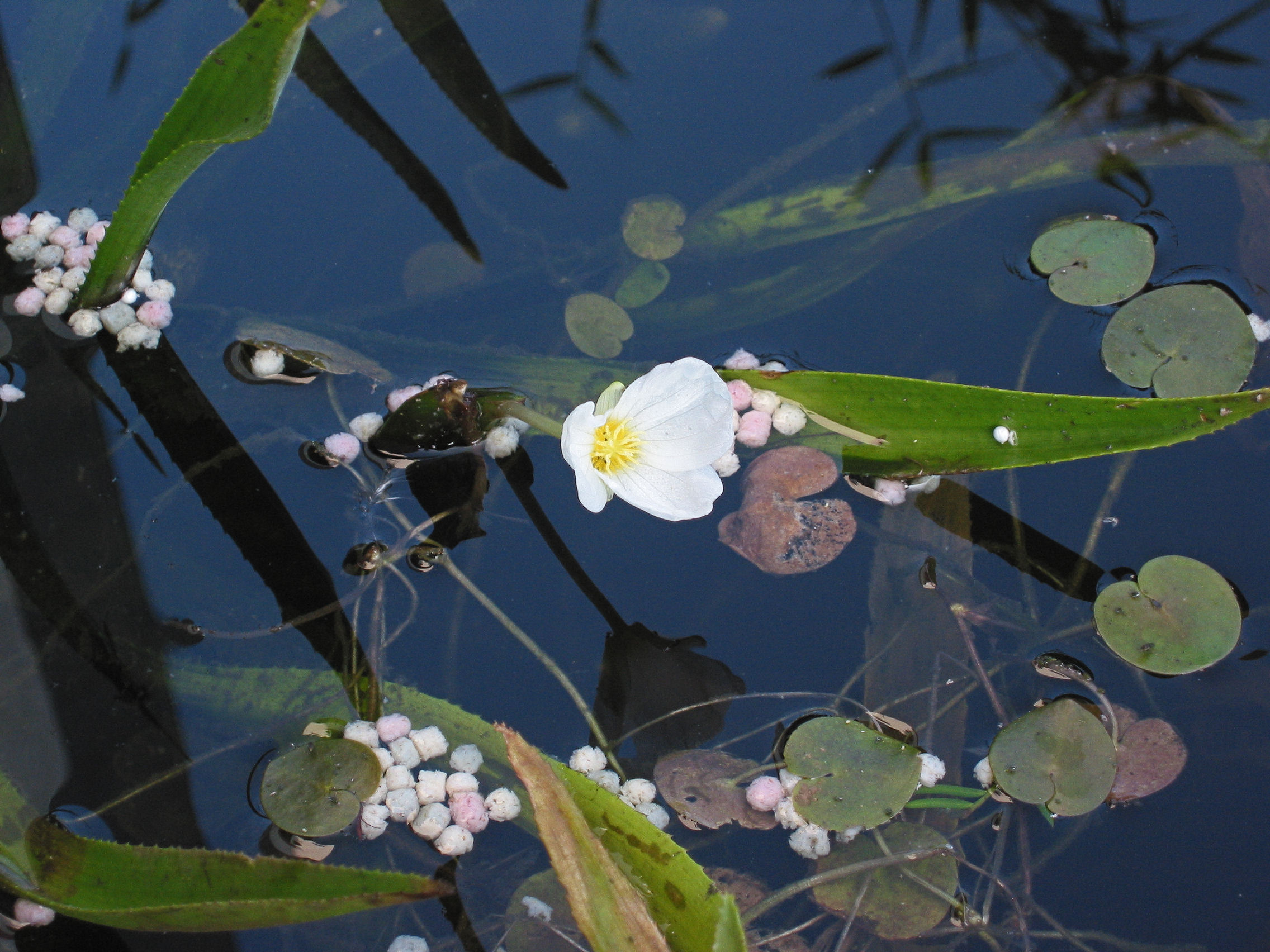
Forfecuța bălții (Stratiotes aloides)

Ihtiofauna are în componență pești cu specii de: zvârlugă (Cobitis taenia), porcușor-de-nisip (Gobio albipinnatus), țipar (Misgurnus fossilis), boarța (Rhodeus sericeus amarus), țigănuș (Umbra krameri), caracudă (Carassius carassius), sau mântuș (Lota lota).
Arealul sitului găzduiește și trei specii rare de lepidoptere: Callimorpha quadripunctaria (fluturele-tigru), Hypodryas maturna, Lycaena dispar (fluturele-purpuriu) și Leptidea morsei (fluturele de muștar). 
La nivelul ierburilor sunt întâlnite mai multe rarități floristice, printre care unele protejate la nivel european prin aceeași Directivă CE 92/43/CE (anexa I-a) din 21 mai 1992 (privind conservarea habitatelor naturale și a speciilor de faună și floră sălbatică); astfel: pălămida (Cirsium brachycephalum), otrățelul bălților (Aldrovanda vesiculosa), pipiriguț (Eleocharis carniolica), forfecuța bălții (Stratiotes aloides), peștișoară (Salvinia natans) sau trifoiașul-de-baltă (Marsilea quadrifolia).

## Căi de acces
- Drumul național DN19 pe ruta Oradea - Biharia - Tămășeu - Roșiori - Ianca - Diosig - Săcuieni - Tarcea.

## Monumente și atracții turistice
În vecinătatea sitului se află câteva obiective de interes istoric, cultural și turistic (lăcașuri de cult, case memoriale, castele, conace, situri arheologice); astfel:

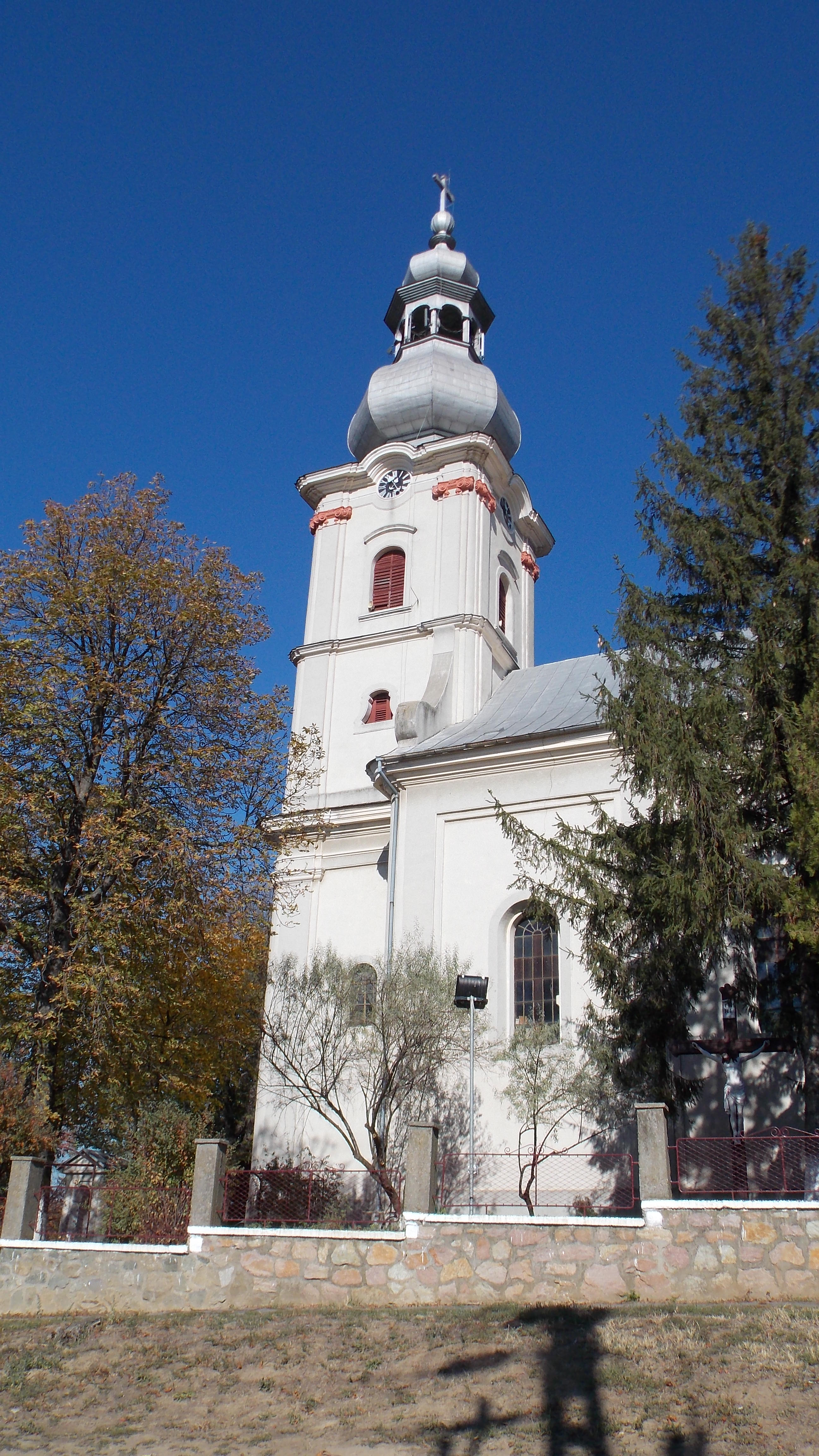
Biserica romano-catolică "Sf. Maria Imaculata" din Săcueni

- Biserica romano-catolică "Sf. Maria Imaculata" din Sălacea, construcție 1792, monument istoric.
- Biserica "Sf. Nicolae" din Dindești, construcție 1800, monument istoric.
- Biserica reformată din Pir, construcție secolul al XV-lea, monument istoric.
- Biserica ortodoxă "Schimbarea la față" din Vezendiu, construcție 1700, monument istoric.
- Biserica reformată din Pișcolt, construcție secolul al XV-lea, monument istoric.
- Biserica "Sf. Arhangheli Mihail și Gavriil" din Hurezu Mare, construcție 1700, monument istoric.
- Casa natală poetul maghiar Ady Endre din satul omonim, construcție secolul al XIX-lea, monument istoric.
- Conac-Curia Komarony din Otomani, construcție secolul al XVIII-lea, monument istoric.
- Conacul Frater (1895), Conacul Draveczky (1846) și Conacul Frater (1860) din Galoșpetreu, monumente istorice.
- Castelul Zichy din Diosig, construcție 1701, monument istoric.
- Situl arheologic de la Curtuișeni (așezări atribuite perioadelor: sec. IX - XII; Latène; Epoca bronzului, Cultura Suciu de Sus, Cultura Wietenberg, Cultura Otomani; cultura Wietenberg).
- Așezare fortificată "Insula Cetății" din satul Diosig (Epoca bronzului).